# Ulysses (Schiff, 2001)
Die Ulysses ist eine Autofähre, die von der Reederei Irish Ferries zwischen Dublin (Irland) und Holyhead (Wales) in der irischen See eingesetzt wird. Ihre Jungfernfahrt fand am 15. März 2001 statt. Mit einer Kapazität von bis zu 1.342 PKW gehört sie, bezogen auf die Fahrzeugkapazität, zu den größten Fährschiffen der Welt. Benannt ist sie nach dem Roman Ulysses von James Joyce.

## Geschichte
Die Ulysses wurde im Juli 1999 bei Aker Finnyards bestellt. Am 1. September 2000 erfolgte die Ausdockung des Schiffs bei der Werft in Rauma, Finnland. Am 28. Februar 2001 wurde es an Irish Ferries abgeliefert und kam unter irischer Flagge mit Heimathafen Dublin in Fahrt. Am 21. März 2001 wurde es getauft. Am 25. März 2001 wurde das Schiff auf der Route Dublin – Holyhead in Dienst gestellt.
Seit Januar 2006 fährt das Schiff unter zypriotischer Flagge mit Heimathafen Limassol.

## Daten
Mit einer Länge von 209 Metern, einer Breite von 31,84 Metern und einem Tiefgang von 6,4 Metern ist sie mit 50.938 BRZ vermessen und hat eine Verdrängung von 27.425 Tonnen. Die normale Dienstgeschwindigkeit beträgt 22 Knoten.

## Kapazität
Die bis zu 1.900 Passagiere verteilen sich auf zwölf Decks, wovon vier mit einer Gesamt-Bahnlänge von 4.076 m zum Fahrzeugtransport genutzt werden. Die Autodecks mit wahlweise 240 LKW oder 1.342 PKW können in 90 Minuten be- und entladen werden. Wegen der kurzen Überfahrtszeit von nur 195 Minuten gibt es nur 117 Passagierkabinen mit 228 Schlafplätzen, dafür aber etliche Bars, Pubs, Restaurants, darunter auch eines der Fastfood-Kette Burger King, Läden und ein Casino.

## Antrieb
Die Ulysses wird von vier paarweise angeordneten MaK-M43-Neunzylinderdieselmotoren mit je 7.800 kW Leistung angetrieben, die ihre Leistung auf zwei Verstellpropeller mit je 5,1 Metern Durchmesser, die mit 144,4/min drehen, übertragen. Die vier Querstrahlruder (drei am Bug, eins am Heck) mit einem Propellerdurchmesser von 2,75 m werden elektrisch angetrieben. Die beiden Ruder am Heck haben eine Fläche von jeweils 16,4 m². Für die Energieversorgung stehen noch drei weitere Dieselmotoren mit je 1.520 kW, vier Wellengeneratoren mit je 3.100 kW, sowie ein Cummins-Dieselnotstromaggregat zur Verfügung.